# Karelske ASSR
Karelske Autonome Socialistiske Sovjet-Republik (russisk: Каре́льская Автоно́мная Сове́тская Социалисти́ческая Респу́блика, tr. Karelskaya Avtonomnaya Sovetskaya Sotsialisticheskaya Respublika; finsk: Karjalan autonominen sosialistinen neuvostotasavalta) også kendt som Karelske ASSR var en autonom sovjetrepublik i Sovjetunionen i årene 1923-1940 og 1956-1991. Hovedstaden var Petrosavodsk (omdøbt til Kaliminsk). Efter Sovjetunionens sammenbrud fortsatte området som Republikken Karelija.

## Historie

### Baggrund
Under og efter den finske borgerkrig var der i en del højreorienterede miljøer tilslutning til at Finland skulle indtage Østkarelen, selv om det russiske Østkarelen aldrig havde været en del af Sverige-Finland eller Storhertugdømmet Finland og de finsk-ugriske folk var i mindretal. På et karelsk repræsentantskabsmøde i Uhtua den 12.–14. juli 1917 godkendte karelere et forslag om autonomi, men på et nyt møde den 27. januar 1918 i Uhtua og senere andre steder besluttede karelerne i Viena en tilslutning til Finland. I februar 1918 skrev Carl Gustaf Mannerheim, den øverstbefalende for den antikommunistiske hvide garde, sin berømte "sværd-skede dagsbefaling", hvor han slog fast, at han ikke ville sætte sit sværd i skeden før Østkarelen var fri for russisk kontrol.
I foråret og sommeren 1918 gjorde en folkebevægelse sig gældende i de fleste sogne i Olonets og finske hjælpetropper sendtes til Karelen, for at fordrive bolsjevikkerne. Det mislykkedes imidlertid tildels på grund af karelernes passive holdning. Senere besatte briterne Hvide Karelen.
I løbet af foråret 1919 udarbejdedes planer for Aunus ekspeditionen, og jäger-majoren Gunnar von Herzen blev valgt som leder af tropperne. Han troede, at ekspeditionen ville lykkes med tusind finske frivillige. General Mannerheim godkendte planen. Den 21. april 1919 overskred frivillige finske jägertropper grænsen for at støtte et oprør i Karelen og nåede hurtigt frem til Svir. En del af tropperne nåede frem i nærheden af Petrosavodsk, og en finskindsat hvid regering tog kontrol over Aunus. Den 5.–7. juni besluttede repræsentanter for Aunus' kommuner at frigøre sig fra Rusland og forenes med Finland. På grund af manglende støtte fra Finland samt dårlig bevæbning måtte tropperne trække sig tilbage for de overlegne sovjetiske styrker, og efter et større nederlag i juni fortsatte tilbagetrækningen til Finland, hvor flere tusinde, der havde støttet den finske invasion, også flygtede til.
Samme sommer frigjorde 9 kommuner i Viena sig fra Rusland, men i foråret 1920 efter den nordrussiske regerings fald tog sovjetmyndighederne uden nævneværdig kamp kontrol over områderne, da hjælp fra Finland næsten var udeblevet. Kun Repola og Porajärvi kommuner, der tidligere havde proklameret deres tilslutning til Finland, var fortsat besat af finske tropper. Disse kommuner blev imidlertid overdraget til Sovjetunionen i 1920 efter freden i Tartu.

### Oprettelse af den karelske arbejderkommune
Ved et dekret af 7. juni 1920 oprettede den alrussiske eksekutivkommitté den "Karelske Arbejderkommune" (russisk: Karelskaja trudovaja kommuna). Ved fredsslutningen i Dorpat den 14. oktober 1920 mellem Finland og Rusland afgav sovjetregeringen et løfte til Østkarelens karelske befolkning om at nyde national selvbestemmelsesret i form af en ret vidtstrakt autonomi. I november 1921 var der imidlertid igen oprør mod Sovjetregeringen i Østkarelen, og nok engang søgte tropper fra Finland at gribe ind, men i foråret 1922 blev disse samt karelernes egne tropper tvunget til at trække sig tilbage til Finland, hvortil yderligere omkring 10.000 karelske flygtninge ankom.
Allerede i 1921 rettede Finlands regering henvendelse til Folkeforbundet for at udvirke dettes bistand til virkeliggørelsen af de til Østkarelen i Dorpat lovede rettigheder. For virkeliggørelsen af disse rettigheder og især af selvbestemmelsesretten virkede især den i Finland sig opholdende landflygtige østkarelske regering repræsenteret af den Karelske udlandsdelegation. Henvendelsen til Folkeforbundet vandt imidlertid ikke støtte.

### Karelske ASSR
Den karelske arbejderkommune blev ved dekret af 25. juli 1923 omdannet til en autonom karelsk socialistisk sovjetrepublik hørende under den russiske sovjetrepublik.
Den 25. juni 1924 udråbtes "Karelske autonome socialistiske sovjetrepublik" (Karelske ASSR). Den nye autonome stat blev snart udsat for både sovjetisering og russificering. Kommunistisk sindede finner, der af englænderne først var bragt til Kanada, fandt snart vej til Karelen, hvor de spillede en forholdsvis stor rolle i den regionale ledelse (derimod fik ikke en eneste kareler nogensinde sæde i ledelsen). I alt omkring 7.000 finske kommunister udvandrede til den karelske republik, foruden henved 2.000 tidligere finske rødgardister. Leder af den nye autonome kommunistiske republik blev den tidligere statistiker i Finlands Bank, dr Edvard Gylling.
I mellemkrigstiden toges flere tiltag til at omdanne Karelsen til en sovjetrepublik i tidens ånd: der oprettedes kolhoser (landbrugskollektiver), man byggede Murmansk-jernbanen og Hvidehavskanalen, der etableredes sovjetiske militære baser, opbygning af et retsvæsen skete helt under kontrol af den karelske afdeling af GPU, der oprettedes koncentrationslejre for politiske straffefanger (mest kendt var lejren på Solovetsk-øerne), der etableredes et socialistisk skolevæsen (ifølge officielle tal var 26% af befolkningen til trods for dette analfabeter i 1926) samt skete en voldsom industrialisering (der blandt andet indebar tilstrømning af henved 100.000 sæsonarbejdere til skovarbejde fra andre dele af Sovjetunionen) i form af savværker og papirfabrikker, møbelfabrik, skifabrik, 3 cellulosefabrikker, sulfitfabrik, udvinding af jernmalm, oprettelse af kraftværker og flere andre virksomheder.
I kulturel henseende skete omfattende kommunistisk propaganda i form af aviser (den mest betydningsfulde var "Røde Karelen") og litteratur på russisk og finsk, samt biblioteker.
Til trods for disse tiltag var den karelske befolknings selvbevidsthed endnu ved udbruddet af 2. verdenskrig forholdsvis stærk. Allerede i begyndelsen af 1930-erne var der blevet udarbejdet et karelsk alfabet med latinske bogstaver, der udkom en række bøger på karelsk og der blev undervist i karelsk i skolerne. En karelsk avis blev udgivet. I 1937 blev karelernes kulturelle virke imidlertid ramt af et tilbageslag: de fleste finske kommunister i ledelsen blev fjernet, og fx Edvard Gylling arkebuseret. Karelsk med latinske bogstaver blev forbudt, i stedet skulle anvendes kyrilliske bogstaver. Snart blev russisk officielt forvaltningssprog, og de tidligere kulturelle særrettigheder blev afskaffet.

### 2. verdenskrig
Under vinterkrigen ændredes republikkens status den 31. marts 1940 fra autonom republik til sovjetrepublik, Karelsk-finske SSR, øjensynligt af udenrigspolitiske hensyn.
Under 2. verdenskrig gjorde karelerne i Østkarelen et nyt forsøg på at frigøre sig. Den 20. juli 1941 samledes i det af finnerne besatte Vuokkiniemi ved Uhtua en østkarelsk folkeforsamling, som ved en resolution udtrykte sin vilje til og ønske om at frigøre sig fra det sovjetiske herredømme og tilslutte sig Finland. I udtalelsen hedder det blandt andet:
"I denne stund, da Karelens skæbne for århundreder afgøres, vender vi os til større og lykkeligere folk og især til dem, som skal skabe det nye Europa. Den uretfærdighed og den bundløse ulykke, som Karelens folk under århundreder har måtte udstå, skal nu sones. Vi kræver vor frihed og vi fordrer, at sammen med vore finske brødre kunne få opbygge et stærkt og livsdugeligt finsk rige."
Det lykkedes finske hærenheder under fortsættelseskrigen at besætte store dele af Karelen. I forlængelse heraf blev området administreret af en finsk militær forvaltning med sæde i Petrosavodsk. Man afskaffede kolhos-systemet og genindførte privatøkonomi. Skole- og retsvæsenet blev indrettet efter finsk forbillede. Administrationen skete gennem en rådgivende forsamling med repræsentanter valgt af den lokale befolkning. Sprogforskere og etnografer fik mulighed for at bedrive forskning i de af finnerne kontrollerede områder. Imidlertid vendte krigen, og de finske tropper måtte trække sig tilbage til Finland. Ved freden i Moskva måtte Finland officielt give afkald på enhver aspiration på Østkarelen.

### Efter 2. verdenskrig
Den 16. juli 1956 blev den Karelsk-finske SSR på ny omdannet til Karelske ASSR som en del af den russiske sovjetrepublik.
Efter krigen fortsatte industrialiseringen og urbaniseringen i Østkarelen, en proces, der fremmede den karelske befolknings assimilering i den russisksprogede flertalsbefolkning.

## Befolkningsforhold
Den samlede befolkning i den autonome republik voksede kraftig i løbet af hele perioden, først og fremmest som følge af indvandring af russere, ukrainere og hviderussere i forbindelse med en stadigt fremadskridende industrialisering og urbanisering. I årtierne umiddelbart efter republikkens oprettelse skete tillige en stærk stigning i antallet af finner, men fra anden halvdel af 1950-erne faldt denne befolkningsgruppe igen og udviste efterfølgende en jævnt vigende tendens. Antallet karelere og vepsere steg i de første årtier men faldt derefter jævnt. Dette sidste hang delvist sammen med, at befolkningen blev assimileret med det russiske flertal.
| Folkeslag    | Folketælling 1926 | Folketælling 1939 | Folketælling 1959 | Folketælling 1970 | Folketælling 1979 | Folketælling 1989 |
| ------------ | ----------------- | ----------------- | ----------------- | ----------------- | ----------------- | ----------------- |
| Russere      | 153.967 (57.2%)   | 296.529 (63.2%)   | 412.773 (62.7%)   | 486.198 (68.1%)   | 522.230 (71.3%)   | 581.571 (73.6%)   |
| Karelere     | 100.781 (37.4%)   | 108.571 (23.2%)   | 85.473 (13.0%)    | 84.180 (11.8%)    | 81.274 (11.1%)    | 78.928 (10.0%)    |
| Hviderussere | 555 (0.2%)        | 4.263 (0.9%)      | 71.900 (10.9%)    | 66.410 (9.3%)     | 59.394 (8.1%)     | 55.530 (7.0%)     |
| Ukrainere    | 708 (0.3%)        | 21.112 (4.5%)     | 23.569 (3.6%)     | 27.440 (3.8%)     | 23.765 (3.2%)     | 28.242 (3.6%)     |
| Finner       | 2.544 (0.9%)      | 8.322 (1.8%)      | 27.829 (4.2%)     | 22.174 (3.1%)     | 20.099 (2.7%)     | 18.420 (2.3%)     |
| Vepser       | 8.587 (3.2%)      | 9.392 (2.0%)      | 7.179 (1.1%)      | 6.323 (0.9%)      | 5.864 (0.8%)      | 5.954 (0.8%)      |
| Andre        | 2.194 (0.8%)      | 20.709 (4.4%)     | 29.869 (4.5%)     | 20.726 (2.9%)     | 19.565 (2.7%)     | 21.505 (2.7%)     |
| I alt        | 269.734 (100%)    | 468.898 (100%)    | 651.346 (100%)    | 713.451 (100%)    | 732.193 (100%)    | 790.150 (100%)    |

## Byer
De største og vigtigste byer var hovedstaden Petrosavodsk, Kondopoga, Kem, Medvežjegorsk og Belomorsk.

## Næringsliv
Under sovjetrepublikkens tid skete der en kraftig industrialisering. I 1969 var indudtrisektoren 6,4 gange større, end den havde været i 1940.
De vigtigste industrier var inden for skov, træ, cellulose og papirfremstilling, hvilke i 1968 udgjorde 64 % af den samlede industri. Træforædlingsindustrien omfattende fremstilling af møbler, ski og standardhuse var beliggende i Petrosavodsk, Segeza og Sortevala, cellulose- og papirindustrien lå i Kondopoga, Segeza, Pitkaränta, Suojärvi, Harlu og Läskelä. Andre vigtige industrier var indenfor energi, maskiner, byggematerialer og fødevarer (fisk). Energifremstillingen voksede fra 1940 til 1969 14,5 gange. Det største hydroelektricitetanlæg lå ved floderne Onta og Võgi. Metal- og maskinindustrien udgjordes af Onega traktorindustri og papirmaskinfabrik i Petrosavodsk, en aluminiumfabrik i Nadvoitsõ, metallurgifabrik i Värtsila. Omkring Onega og Louhi lå råstofindustri. Fiskefabrikker lå i Belomorsk, Petrosavodsk og Sortevala.
Inden for landbrug udgjorde kvægavl for mælk den vigtigste sammen med pelsdyravl og fjerkræavl. Omkring 66.900 ha var dyrket (1969), omkring 80 % af de dyrkede afgrøder var korn, kartofler og grøntsager.

## Transport
Der var omkring 1970 1.977 km jernbane. Heraf var linjen fra Leningrad via Lodejnoje Pole til Murmansk den vigtigste. Banenettet bestod i det hele af 6 banelinjer, 3 nord-sydgående og 3 øst-vestgående:
- Fra Leningrad gik en jernbane i nordøstlig retning nord om Ladoga over Sortevala, Suojärve, til den østlige nord-sydgående bane til Murmansk.
- Fra Suojärve gik en central nordgående jernbane via Porosozero og Sukkozero til Juškozero.
- I Sukkozero gik en sidebane i vestlig retning til Lenderõ.
- Fra Lodejnoje Pole (øst for Ladoga) gik en bane nord om Ladoga over Megrega, Olonets, Salm og Pitkäranta til banestrækningen mellem Sortevala og Suojärvi,
- Fra Leningrad gik via Lodejnoje Pole en østlig bane mod nord over Petrosavodsk, Kondopoga (Kontupohja), Segeža, Belomorsk, Pongoma, Ambarnõi, Louhi, Tšupa og videre til Murmansk.
- Fra Louhi gik en tværbane mod vest til Kestenga.

Banestrækningen gennem Sortevala havde via Värtsila forbindelse til Joensuu i Finland - et levn fra den tid, da området hørte under Finland.
På Ladoga, Onega, ad Hvidehavskanalen og i Hvidehavet foregik skibsfart.
Vejnettets længde blev omkring 1970 opgjort til 12.000 km.

## Administration

### Ledere af præsidiet for den Øverste Sovjet
- Aleksandr Vasilevich Shotman (25. juni 1923 - 1924)
- Aleksandr Fyodorovich (december 1924 - maj 1928)
- Nikolay Aleksandrovich Yushchyev (januar 1929 - 13. januar 1934)
- Vasiliy Petrovich Averkyev (13. januar 1934 - 1935)
- Nikolay Vasilyevich Arkhipov (februar 1935 - november 1937)
- Mark Vasilyevich Gorbachev (november 1937 - 31. marts 1940)
- Pavel Stepanovich Prokkonen (16. juli 1956 - 18. juli 1979)
- N. Kalinin (fungerende) (18. juli 1979 - 18. august 1979)
- Ivan Pavlovich Mankin (18. august 1979 - 9. marts 1984)
- N. Kalinin (fungerende) (9. marts 1984 - 18. april 1984)
- Ivan Ilyich Senkin (18. april 1984 - 12. december 1985)
- V. Cheremovsky (fungerende) (12. december 1985 - 21. januar 1986)
- Kuzma Filippovich Filatov (21. januar 1986 - 27. december 1989)
- Viktor Nikolayevich Stepanov (27. december 1989 - 18. april 1990)

## Kultur
Karelske ASSR havde et ikke ubetydeligt antal af kulturpersoner. Blandt finsksprogede forfattere kan nævnes J. Virtanen. Karelsksprogede forfattere var N. Jaakkola, A. Timoneni, P. Perttu, J. Rugojevi, N. Gippijevi (pseudonym N. Laine), T. Huttari (pseudonym L. Helo) og T. Summaneni. Russisksprogede forfattere var S. Norin, A. Linevski og A. Titov. Blandt komponister kan nævnes K. Rautio, V. Gudkov, R. Pergament. Af andre må nævnes balletproducenten var H. Sinisalo, sangeren S. Rikka, skuespilleren J. Tomberg. Karelske ASSR havde symfoniorkester, sang- og danseensemblet "Kantele" (oprettet 1936), finsk dramateater (oprettet 1932), dukketeater (oprettet 1935), musikalsk dramateater (oprettet 1955). I karelsk folkemusikkultur spillede kantelen en hovedrolle.